# Hou Ming-hao
Hou Minghao (chino: 侯明昊), también conocido como Neo Hou, es un actor y cantante chino.

## Biografía
Se entrenó en el "Beijing Contemporary Music Academy".

## Carrera
En diciembre de 2021 se anunció que se había unido a la agencia Hesong Entertainment. Previamente fue miembro de la agencia "Hesong Agency" y aprendiz de la agencia SM Entertainment en el 2012.
En el 2014 debutó con el grupo chino "Fresh Teenager Geek" (chino: 极客少年团), sin embargo lo abandonó en el 2016.
El 14 de octubre del 2017 apareció como invitado en el programa de variedades Happy Camp junto a Zhang Ruoyun, Ma Ke, Niu Junfeng, Jiang Chao, Xiong Ziqi, Lü Xiaoyu, Yu Meihong y Li Zixuan.
En el 2019 se unió al elenco principal de la serie The Lost Tomb 2 donde interpretó a Wu Xie.
El 18 de enero de 2021 se unió al elenco principal de la serie I Am This Type of Woman, mejor conocida como "A Girl Like Me" donde dio vida a Rong Xia, hasta el final de la serie el 15 de febrero del mismo año.
En 2022 se unirá al elenco principal de la serie The Monkey King 3 donde interpretará a Tang Seng de joven.
Ese mismo año se unirá al elenco principal de la serie Reading Class donde dará vida a Lu Xingchen.
El 15 de mayo de 2023 comenzaron las grabaciones de la precuela de The Blood of Youth, "Dashing Youth", protagonizada por Hou Ming Hao, interpretando a Baili Dong Jun y finalizando el 12 de septiembre del mismo año.
El 4 de agosto de 2023 se estrenaron los 4 primeros episodios del drama The Outcast/ I am nobody, dónde interpreta a Wang Ye y es uno de los protagonistas principales. Un día después de su estreno, Youku anunció que su transmisión sería pospuesta por motivos técnicos. Su emisión se reanudó el 6 de septiembre del mismo año.  
El primero de octubre del mismo año comenzaron las grabaciones de otro de sus dramas, titulado "The Story of Mystics", tiene como protagonistas a Cheng Du Ling, Cheng Xiao y Tian Jia Rui. 

## Filmografía

### Series de televisión
| Año  | Título                                             | Personaje                      | Rol        | Notas        |
| ---- | -------------------------------------------------- | ------------------------------ | ---------- | ------------ |
| TBA  | Fox Spirit Matchmaker: Zhu Ye                      | -                              | Invitado   | 36 episodios |
| TBA  | Reading Class (阅读课)                             | Lu Xing Chen                   | Principal  | 39 episodios |
| TBA  | The Monkey King 3: Land of Beauty (西遊記女兒國)   | Jiang Liu Er/ Tang Seng        | Principal  | 36 episodios |
| TBA  | Rebel                                              | -                              | Principal  | 24 episodios |
| TBA  | Dashing Youth                                      | Bai Li Dong Jun                | Principal  | 36 episodios |
| TBA  | Hua Xin Fu                                         | -                              | Principal  | 24 episodios |
| TBA  | Fangs of Fortune                                   | Zhao Yuan Zhou/ Lord Ying Long | Principal  | 26 episodios |
| 2024 | Young Babylon                                      | Lu Xiao Lu                     | Principal  | 24 episodios |
| 2023 | I am nobody                                        | Wang Ye                        | Principal  | 27 episodios |
| 2023 | Back From The Brink                                | Tian Yao                       | Principal  | 40 episodios |
| 2022 | Hu Tong                                            | Tie Dan                        | Principal  | 36 episodios |
| 2021 | People's Property (人民的财产)                     | Lin Xiao Wei                   | Secundario | 45 episodios |
| 2021 | Our Times                                          | Pei Qing Hua                   | Principal  | 36 episodios |
| 2021 | Faith Makes Great                                  | Cai Bo Zhen                    | Secundario | 40 episodios |
| 2021 | I Girl Like Me (我就是这般女子)                    | Rong Xia                       | Principal  | 40 episodios |
| 2020 | Psych Hunter (心宅猎人)                            | Jiang Shuo                     | Principal  | 36 episodios |
| 2019 | The Lost Tomb 2: Explore with the Note (盗墓笔记2) | Wu Xie                         | Principal  | 40 episodios |
| 2018 | When We Were Young (人不彪悍枉少年)                | Hua Biao                       | Principal  | 24 episodios |
| 2017 | Inference Notes (推理笔记)                         | Mi Ka ka                       | Principal  | 20 episodios |
| 2017 | Rakshasa Street (镇魂街)                           | Bai Jing Xuan                  | Secundario | 24 episodios |
| 2017 | Cambrian Period (寒武纪)                           | Jian Zi                        | Principal  | 24 episodios |

### Películas
| Año  | Película                             | Personaje             | Rol        | Notas                                              |
| ---- | ------------------------------------ | --------------------- | ---------- | -------------------------------------------------- |
| 2023 | Hidden Strike                        | Asistente Ning        | Secundario | junto a Jackie Chan y John Cena                    |
| 2020 | 惊弓之鸟                             | Su Niu                |            |                                                    |
| 2019 | Over Again (完美魔咒)                | Gao Si Lin            | Principal  | junto a Peng Yuchang, Gai Cass y Ma Ke             |
| 2017 | The Devotion Of Suspect X (青春逗)   | Tang Chuan (de joven) | Secundario | junto a Wang Kai, Ruby Lin, Zhang Luyi y Ye Zu Xin |
| 2016 | Angel Institute (天使学院的爱情战记) | Xiao Ming Hao         | Principal  | junto a Li Ye Qing y Sun Jian Fei                  |
| 2016 | Funny Soccer (笑林足球)              | Xiao Shu Ai           | Secundario | junto a Su Jian Xin                                |

### Apariciones en programas de variedades
| Año    | Programa                            | Notas                              |
| ------ | ----------------------------------- | ---------------------------------- |
| 2023   | Keep Running Documentary Season 11  | Episodio 6 Invitado                |
| 2023   | Keep Running Season 11              | Episodio 6 Invitado                |
| 2023   | Hello Saturday 2023                 | Episodio 6 Invitado                |
| 2021   | Meet You In a Parallel Universe     |                                    |
| 2021   | Dunk of China Season 4              | Miembro regular                    |
| 2020   | Me+                                 | miembro                            |
| 2020   | Young Forever                       | invitado                           |
| 2020   | When We Write Love Story            | Miembro regular                    |
| 2020   | My Little One 2                     | Episodio 8                         |
| 2019   | The Way to Your Heart Season 1      | Episodio 5 Invitado                |
| 2019   | Who's The Murderer: Season 5        | Episodio 3-4-7 Invitado            |
| 2019   | Tasty Life Season 3                 | Episodio 4 Invitado                |
| 2019   | I am the Actor: Showdown of the Top | Episodio 9-10 Invitado             |
| 2019   | Ultimate Master                     | Anfitrión Principal                |
| 2018   | Super Penguin League                | Miembro regular                    |
| 2 2018 | Shake It Up                         | Miembro regular                    |
| 2018   | PhantaCity                          | Episodio 4 Invitado                |
| 2018   | Beep Plan                           | Invitado                           |
| 2017   | The Birth of An Actor               | Episodio 7 Invitado                |
| 2017   | Happy Theater                       | Episodio 11 Invitado               |
| 2017   | 72 Floors of Mystery                | Episodios 5-6-8 Invitado           |
| 2017   | Beat The Champions: Season 2        | Episodios 9-10 Invitado            |
| 2017   | Happy Camp                          | 3 episodios Episodio 1012 Invitado |
| 2016   | Sunshine Art Fitness                | Episodios 1-8 Miembro regular      |
| 2016   | Let Go Of My Baby: Season 1         | Miembro regular                    |
| 2016   | Fresh Sunday                        | Episodios 1-7 Miembro regular      |

### Endorsos / Anuncios
| Año    | Título                     | Notas                                  |
| ------ | -------------------------- | -------------------------------------- |
| 2020 - | Furla                      | Embajador                              |
| 2019   | Collagen                   | Portavoz en la región de la Gran China |
| 2019   | Mediheal                   | Portavoz                               |
| 2019   | Adidas Neo x King of Glory | junto a Song Zu'er                     |

### Revistas / sesiones fotográficas
| Año  | Título               | Notas                      |
| ---- | -------------------- | -------------------------- |
| 2020 | Harper’s Bazaar Star |                            |
| 2019 | Xinwei Magazine      | (publicación de diciembre) |
| 2019 | Grazia China         |                            |
| 2019 | Lifestyle Magazine   | (publicación #2294)        |

### Eventos
| Año  | Título                                                    | Notas        |
| ---- | --------------------------------------------------------- | ------------ |
| 2020 | Like China Gala                                           | en Beijing . |
| 2020 | Louis Vuitton Men's Spring-Summer 2020 Pop Up Store Event | en Shanghái  |
| 2020 | Lifestyle Media Style Gala                                |              |
| 2019 | Beijing TV’s New Year Countdown Concert                   |              |
| 2019 | Esquire China’s 16th Man At His Best Award                |              |
| 2019 | 2019 Ifeng Fashion Choice                                 |              |

## Discografía

### Sencillos
| Año  | Canción                              | Álbum                                                                      | Notas                          |
| ---- | ------------------------------------ | -------------------------------------------------------------------------- | ------------------------------ |
| 2023 | Change of Days and Weeks             | OST de "I Am Nobody"                                                       | Junto a Wang Tian Ruo          |
| 2023 | Venus                                | OST de "Back From The Brink"                                               |                                |
| 2021 | Howling Wind                         | OST de "Our Times"                                                         |                                |
| 2021 | Flower Letter                        | OST de "A Girl Like Me"                                                    |                                |
| 2021 | Wind Flower                          | OST de "A Girl Like Me"                                                    | Junto a Guan Xiao Tong         |
| 2020 | Parallel Tracks                      | OST (para la historia de Yang Yue y Hou Hao) de "When We Write Love Story" | Junto a Yang Chao Yue          |
| 2019 | Meeting Again in the Future          | OST de "The Lost Tomb 2: Explore With The Note"                            |                                |
| 2019 | Living Like Raging Wave              | OST de " The Lost Tomb 2: Explore With The Note"                           | Junto a Cheng Yi y Zhang Bo Yu |
| 2018 | In Youth                             | OST de "When We Were Young"                                                |                                |
| 2018 | Accompanied                          | OST de "When We Were Young"                                                |                                |
| 2018 | When We Were Young                   | OST de "When We Were Young"                                                |                                |
| 2018 | You Mean Everything To Me (你的意义) | -                                                                          |                                |
| 2017 | Face Mask (脸谱)                     | OST de "Cambrian Period"                                                   |                                |
| 2016 | North East Direction (东南方)        | OST de "Angel Institute"                                                   |                                |
| 2016 | Super Nanny Dad (超能奶爸)           | Tema de "Baby, Let me go Theme Song"                                       |                                |

## Premios y nominaciones
| Año  | Categoría                       | Premio                       | Serie           | Resultado |
| ---- | ------------------------------- | ---------------------------- | --------------- | --------- |
| 2017 | Most Popular Actor (web-series) | 2nd Golden Guduo Media Award | Cambrian Period | Ganó      |